# Curtos obscuricolor
Curtos obscuricolor là một loài bọ cánh cứng trong họ Đom đóm (Lampyridae). Loài này được Jeng & Lai in Jeng, Yang, Satô, Lai & Chang miêu tả khoa học năm 1998.